# Rathaus Teterow
Das Rathaus von Teterow wurde 1910 errichtet. Es befindet sich im Stadtkern von Teterow, direkt am Marktplatz in unmittelbarer Nähe zur Stadtkirche St. Peter und Paul.
Das Gebäude steht unter Denkmalschutz.

## Geschichte

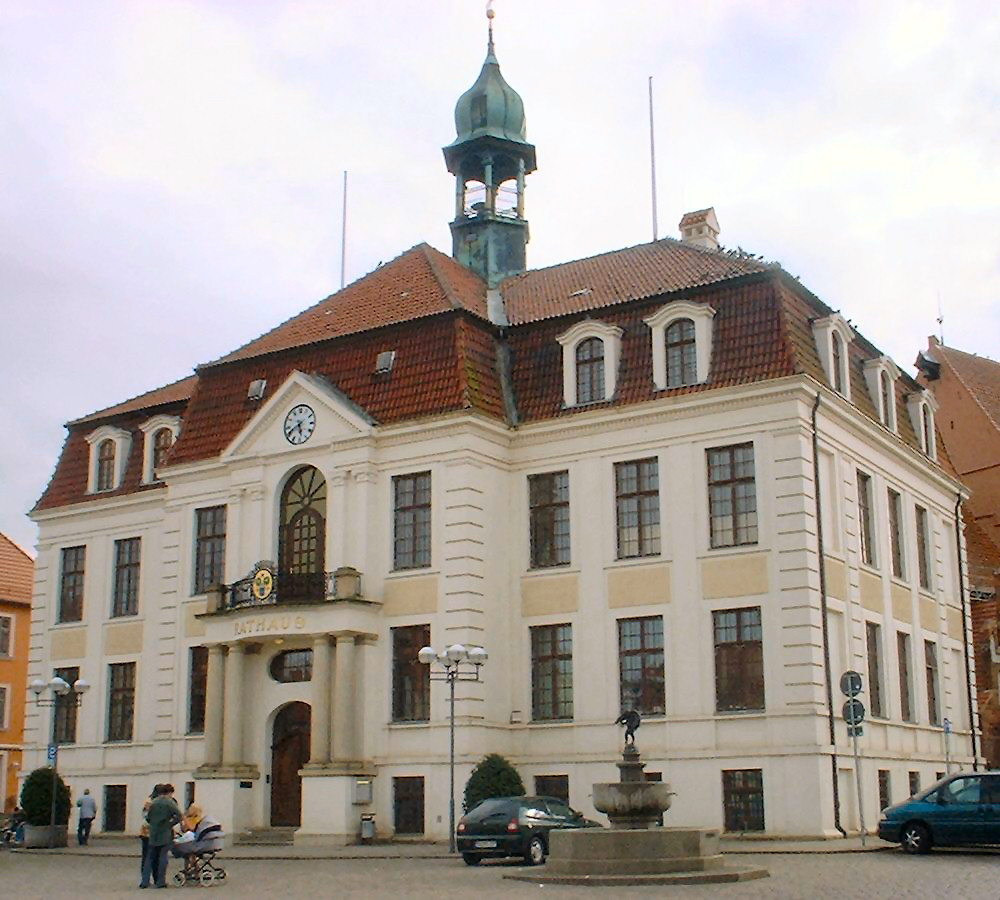
Rathaus am Marktplatz

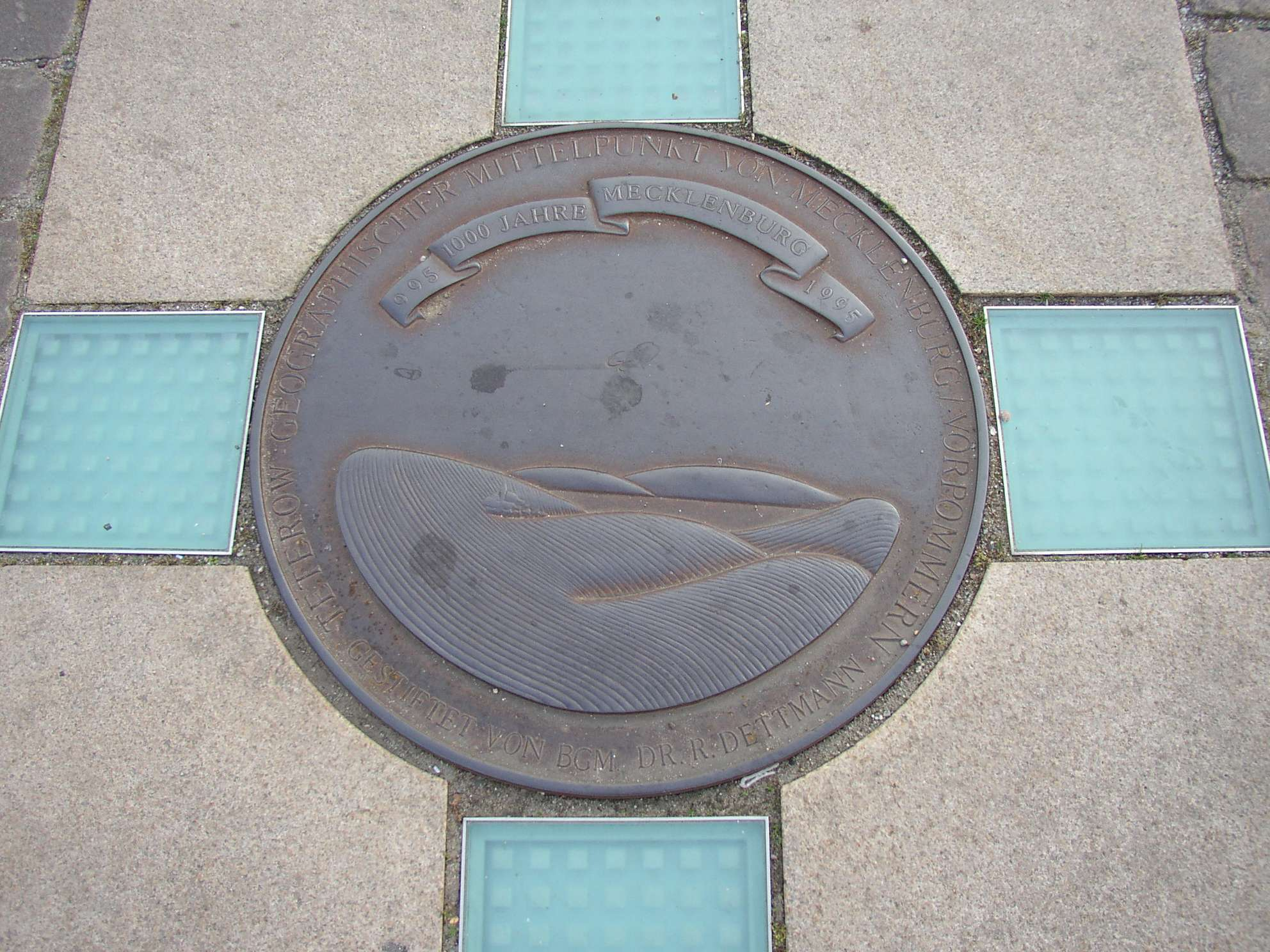
Teterow: „Geographischer Mittelpunkt von Mecklenburg-Vorpommern“

Der Zeitpunkt für den Bau des ersten Rathauses ist nicht überliefert. Da der Bau der Kirche St. Peter und Paul gegen 1215 begann und Teterow schon 1235 das Stadtrecht erhielt, wird vermutlich auch um diese Zeit ein erstes Rathaus entstanden sein. Am 18. August 1700 kam es nach dem Großbrand von 1632 zum zweiten Mal zu einer Feuersbrunst, die Teterow samt Rathaus in wenigen Stunden fast vollständig vernichtete.
1708 wurde ein zweigeschossiges barockes Rathaus mit einem Mittelrisalit errichtet. Dieser Bau wurde 1908 abgerissen. Es entstand bis 1910 am Marktplatz das heutige zweigeschossige neobarocke Rathaus. Großherzog Friedrich Franz IV. hatte dazu den Grundstein gelegt. Die Marktplatzseite des Rathauses gliedert sich auch in drei Teile mit je drei Fensterachsen. Durch den vorspringenden Mittelrisalit führt der Eingang. Das Gebäude hat ein Mansarddach, das ein offenes, barockes Türmchen überragt.
Ab 1945 wurde das Haus von der sowjetischen Kommandantur, vom Rat des Kreises und vom Volkspolizeikreisamt genutzt. Die Stadtverwaltung war in dieser Zeit im ehemaligen Hotel Mecklenburger Hof in der Nähe des Malchiner Tores untergebracht. Nach der Wende übernahm am 13. Februar 1990 die Stadtverwaltung wieder das Rathaus. Im November 1992 brach bei einem Orkan die Spitze der Rathauskuppel mitsamt der vergoldeten Kugel ab und blieb in der Dachrinne hängen.
Das Rathaus wurde im Rahmen der Städtebauförderung ab 1993 gründlich saniert. So auch das Balkongitter über dem Eingang, welches das neu gestaltete Stadtwappen zeigt.
Auf dem Marktplatz befindet sich eine 1995 eingelassene Gedenkplatte, die den geographischen Mittelpunkt Mecklenburg-Vorpommerns kennzeichnet, und der an die Schildbürgerstreiche erinnernde Hechtbrunnen. Er wurde nach Entwürfen des Plauer Bildhauers Wilhelm Wandschneider gebaut und 1914 eingeweiht.